# Johann Franck
Johann Franck (ou Frank) était un juriste, avocat et poète (profane et sacré) saxon né à Guben, dans la Basse-Lusace, sur l'actuelle frontière germano-polonaise le 1er juin 1618 et mort dans la même ville le 18 juin 1677.

## Biographie
Son père, avocat, meurt en 1620 et c'est son oncle, le juge municipal Adam Tielckau, qui s'occupe alors de lui et l'envoie fréquenter diverses écoles : Guben, Cottbus et Szczecin ainsi que le gymnase de Thorn. Le 28 juin 1638, Franck part pour Königsberg pour y faire son droit mais, à la demande de sa mère bouleversée par les ravages de la guerre de Trente ans, il revient à Guben pour Pâques 1640. En mai 1645 il s'installe définitivement à Guben pour y exercer son métier d'avocat. C'est maintenant un notable : conseiller municipal en 1648 puis maire en 1661 et enfin représentant de la ville dans le parlement du Land de Basse-Lusace. Il meurt, respecté de tous.

## Œuvre
Johann Franck publie un premier recueil de poésies sacrées et profanes, Hundertönige Vaterunsersharfe, en 1646. La quasi-totalité de sa production ultérieure est ensuite publiée dans les Teutsche Gedichte, dont une première partie, les Geistliches Sion, datant de 1672, renferment 110 chants religieux avec 80 mélodies. La deuxième partie, Irdischer Helicon, datant de 1674, recèle la poésie profane.
Johann Sebastian Bach puisera dans ce corpus pour les cantates BWV 56, 64, 81 et 180 ; le fameux motet Jesu, meine Freude (BWV 227) ; la cinquième cantate de l'Oratorio de Noël (BWV 248) ; les chorals BWV 301 et BWV 366 ; enfin l'air spirituel BWV 476.